# Slittino agli XI Giochi olimpici invernali
Alle olimpiadi invernali del 1972 di Sapporo (Giappone), vennero assegnati tre titoli olimpici nello slittino. La Germania Est si aggiudicò tutte le medaglie in palio meno l'oro del doppio che andò all'Italia.

## Programma
| Slittino agli XI Giochi olimpici invernali | Slittino agli XI Giochi olimpici invernali | Slittino agli XI Giochi olimpici invernali | Slittino agli XI Giochi olimpici invernali | Slittino agli XI Giochi olimpici invernali | Slittino agli XI Giochi olimpici invernali | Slittino agli XI Giochi olimpici invernali | Slittino agli XI Giochi olimpici invernali | Slittino agli XI Giochi olimpici invernali | Slittino agli XI Giochi olimpici invernali | Slittino agli XI Giochi olimpici invernali | Slittino agli XI Giochi olimpici invernali |
| Eventi / Giorni                            | Febbraio 1972                              | Febbraio 1972                              | Febbraio 1972                              | Febbraio 1972                              | Febbraio 1972                              | Febbraio 1972                              | Febbraio 1972                              | Febbraio 1972                              | Febbraio 1972                              | Febbraio 1972                              | Febbraio 1972                              |
| Eventi / Giorni                            | 3                                          | 4                                          | 5                                          | 6                                          | 7                                          | 8                                          | 9                                          | 10                                         | 11                                         | 12                                         | 13                                         |
| ------------------------------------------ | ------------------------------------------ | ------------------------------------------ | ------------------------------------------ | ------------------------------------------ | ------------------------------------------ | ------------------------------------------ | ------------------------------------------ | ------------------------------------------ | ------------------------------------------ | ------------------------------------------ | ------------------------------------------ |
| Singolo maschile                           |                                            | 1ª prova                                   | 2ª prova                                   | 3ª prova                                   | 4ª prova                                   |                                            |                                            |                                            |                                            |                                            |                                            |
| Doppio                                     |                                            |                                            |                                            |                                            |                                            |                                            |                                            | 2 prove                                    |                                            |                                            |                                            |
| Singolo femminile                          |                                            | 1ª prova                                   | 2ª prova                                   | 3ª prova                                   | 4ª prova                                   |                                            |                                            |                                            |                                            |                                            |                                            |

## Podi

### Uomini
| Evento                      | Oro                                                                                 | Tempo   | Argento       | Tempo   | Bronzo                                     | Tempo   |
| Singolo maschile (dettagli) | Wolfgang Scheidel                                                                   | 3'27"58 | Harald Ehrig  | 3'28"39 | Wolfram Fiedler                            | 3'28"73 |
| Doppio maschile (dettagli)  | Italia Paul Hildgartner Walter Plaikner Germania Est Horst Hörnlein Reinhard Bredow | 1'28"35 | Non Assegnato | -       | Germania Est Klaus Bonsack Wolfram Fiedler | 1'29"16 |

### Donne
| Evento                       | Oro               | Tempo   | Argento     | Tempo   | Bronzo          | Tempo   |
| Singolo femminile (dettagli) | Anna-Maria Müller | 2'59"18 | Ute Rührold | 2'59"49 | Margit Schumann | 2'59"54 |

## Medagliere
| Posizione | Paese        |   |   |   | Totale |
| --------- | ------------ | - | - | - | ------ |
| 1         | Germania Est | 3 | 2 | 3 | 8      |
| 2         | Italia       | 1 | 0 | 0 | 1      |
| Totale    | Totale       | 4 | 2 | 3 | 9      |